# Los Angeles Air Force Base
| Emblem för Space Systems Command och flygfoto över Los Angeles Air Force Base från 1994. |  | Emblem för Space Systems Command och flygfoto över Los Angeles Air Force Base från 1994. |
| Emblem för Space Systems Command och flygfoto över Los Angeles Air Force Base från 1994. |  |                                                                                          |

Los Angeles Air Force Base (förkortning: Los Angeles AFB) är en militär anläggning tillhörande USA:s flygvapendepartement i staden El Segundo i Los Angeles County omedelbart söder om Los Angeles International Airport. Los Angeles Air Force Base är den enda militära anläggningen i Los Angeles County med personal från USA:s väpnade styrkor i aktiv tjänst.
Trots att namnet ger sken av en militär flygplats så saknar den rullbana och är huvudsakligen en kontorsanläggning som är säte för Space Systems Command (SSC), ett huvudkommando inom USA:s rymdstyrka med ansvar för forskning, utveckling och införskaffande av militära rymdsystem. Fram till sommaren 2021 var Space and Missile Systems Center (SMC) det tidigare namnet för Space Systems Command.
Värdförband för Los Angeles Air Force Base är Los Angeles Garrison, som fram till sommaren 2021 hette 61st Air Base Group.